# MySims Party
MySims Party est un jeu vidéo développé et édité par Electronic Arts, spin-off de la franchis de Maxis Les Sims. Il est sorti sur Nintendo DS et Wii en 2009. Il est le troisième jeu de la série MySims. Il est similaire à des jeux comme Mario Party, Sonic Shuffle, Rayman Raving Rabbids ou Crash Bash. Il se compose de 50+ mini-jeux pouvant être joué avec jusqu'à 4 joueurs. Le jeu est sorti le 10 mars 2009 en Amérique du Nord.

## Système de jeu

### Version Wii
La version Wii de MySims Party prend pour départ MySims et commence avec un personnage se déplaçant dans une ville avec un maire désespéré ne sachant pas comment rendre sa ville de nouveau attractive. Le travail du joueur consiste à entrer dans les festivals, de gagner des jeux et d'apporter de nouvelles personnes dans la ville. Les joueurs doivent accumuler des points lors de ces mini-jeux pour gagner de nouveaux personnages et de nouveaux monuments et, en retour, sont donnés de nouveaux personnages jouables et de nouveaux vêtements au Sim. Comme la population de la ville augmente, de nouvelles zones sont déverrouillées.
Il est possible également d'interagir avec les citoyens en leur parlant et de personnaliser son personnage avec différent article. Contrairement à d'autres jeux de la franchise Les Sims, le personnage n'a pas de besoins ou de désirs.

### Nintendo DS
La version Nintendo DS de MySims Party se déroule dans une ville avec le joueur chargé de la tâche d'apporter de nouveaux résidents à l'île. Pour cela il doit jouer à des mini-jeux, participer à des festivals et gagner des étoiles. Le joueur doit collecter des étoiles pour débloquer de nouvelles parties de la ville ainsi que de nouveaux mini-jeux et de nouveaux éléments pour les magasins. Comme de plus en plus les étoiles sont collectées, la ville se développe et de nouveaux mini-jeux sont déverrouillées.
Il est possible d'interagir avec les touristes et les résidents et de les débloquer en tant que personnage jouable en gagnant certains mini-jeux. Il est possible également de modifier son Sim par l'intermédiaire d'une garde-robe et de stocker des objets dans les tiroirs. Contrairement à d'autres jeux de la franchise Les Sims, les Sims n'ont pas de besoins ou désirs, mais ils peuvent dormir pour accélérer le temps.
La version Nintendo DS de MySims prend en charge l'écran tactile et le microphone . L'écran tactile est utilisé pour parler ainsi que pour déplacer le personnage. Les autres boutons de contrôle des tâches spécifiques sont utiles pour la prise de photos ou la conversation. Cette version dispose également d'un certain nombre de mini-jeux.

## Réception et critique
Le jeu a reçu des critiques mitigées,  les critiques de version DS ont été généralement positive, mais la version Wii a été mal accueilli, notamment à de l'utilisation de commandes. IGN a dit "Au mieux, les mini-jeux de MySims Party offre un simple divertissement pour les enfants. Au pire, ils sont un gâchis des contrôles.", au sujet de la version Wii, et "Au mieux, les mini-jeux de MySims Party offre un simple divertissement pour les enfants. Au pire, ils sont une inspiration de trésorerie pour Electronic Arts MySims propriété." pour la version DS. Cependant, ils ont fait l'éloge du mode "carte multijoueur".